# Melodies from Mars
Melodies from Mars è un album inedito prodotto da Richard D. James. Lo stesso James non ha mai ammesso che questo lavoro sia suo, bensì due delle dodici tracce sono versioni (forse demo) di canzoni presenti nell'album Richard D. James Album.
C'è un reclamo nella comunità on-line di Aphex Twin dove sostengono che la Rephlex ha fatto rimuovere gli MP3 di questo album. Questo dimostra che quasi certamente l'album è un lavoro di Aphex Twin.
Melodies from Mars è stato dato ad alcuni amici di James su cassette.
Oltre a questi nastri, l'unico posto dove queste canzoni possono essere trovate sono i p2p on-line.
Esistono due versioni dell'album, la più comune è quella con la versione demo di "Logon Rock Witch".

## Tracce
1. [untitled] - 3:19
2. [untitled] (Fingerbib (demo version)) - 4:16
3. [untitled] - 2:20
4. [untitled] - 4:14
5. [untitled] - 5:14
6. [untitled] - 3:52
7. [untitled] - 4:04
8. [untitled] (Logan rock witch (demo version)) - 4:21
9. [untitled] - 4:33
10. [untitled] - 5:12
11. [untitled] - 2:55
12. [untitled] - 1:30

- Fingerbib (demo Version) è più lunga rispetto alla versione su Richard D. James Album.
- Le tracce 6 e 7 sono state utilizzate all'inizio del film d'animazione di David Firth ALAN.
- La versione demo di Logan Rock Witch è diversa rispetto alla versione su Richard D. James Album.
- Una versione del decimo brano è stata usata in un altro corto d'animazione di Firth, Hallowead.
- David Firth ha fatto poi una cover acustica di quest'ultimo brano.
- Il primo brano è stato usato da David per i suoi corti Panathinaikos Bear.
- La traccia numero 12 ha lo stesso campionamento di arpeggio utilizzato nella canzone Girl/boy Song di Girl/Boy EP.